# Шнабель, Хелен
Хелен Шнабель (нем. Helen Schnabel, урождённая Фогель, нем. Fogel; 22 июля 1911, Нью-Йорк — 29 сентября 1974, Граведона, Италия) — американская пианистка.

## Биография
Исполнительница-вундеркинд, Хелен Фогель училась в Нью-Йорке у Манфреда Малкина, затем в Джульярдской школе у Александра Зилоти и дебютировала в Карнеги-холле в девятилетнем возрасте. По окончании курса, имея за спиной уже более десятилетия концертной активности, Фогель отправилась в Италию и в 1934—1938 гг. совершенствовала своё мастерство под руководством Артура Шнабеля. В 1939 г. она вернулась в США вместе с сыном Шнабеля, пианистом Карлом Ульрихом Шнабелем: они стали мужем и женой и концертирующим дуэтом пианистов. Начиная с 1952 г. Шнабель осуществила ряд сольных записей, включая произведения Моцарта, Вебера, Бетховена, Шуберта, Бизе, Равеля, Малипьеро. С 1948 г. она участвовала в ежегодных итальянских летних мастер-классах под патронатом своего свёкра.